# Ефремов, Дмитрий Дмитриевич
Дми́трий Дми́триевич Ефре́мов (1859—1912) — российский математик и педагог.

## Биография
Родился в 1859 году в семье мещан в Орловской губернии.
Учился в Елецкой гимназии; окончил её с серебряной медалью.
Поступил в Петербургский институт инженеров путей сообщения.
Через год перешёл в Петербургский университет.
Окончил его в 1884 году с золотой медалью и степенью кандидата физико-математических наук (диссертация «Об ударах»).
После этого ещё год продолжал обучение в университете по рациональной механике.
В 1885 году поступил стипендиатом Министерства народного просвещения в Императорское Московское техническое училище для подготовки к должности преподавателя специальных предметов в дополнительном классе реальных училищ, где прошел двухгодичные курсы.
В 1887 по окончании двухгодичных курсов назначен учителем математики в Ивано-Вознесенское реальное училище с предоставлением ему права вести уроки черчения, строительного искусства и землемерия в механико- и в химико-технических отделениях VII-го дополнительного класса.
1897 году перемещён (переведён) штатным преподавателем механики и математики в школу колористов при Ивано-Вознесенском реальном училище (Ивано-Вознесенск — ныне город Иваново).
С 1903 года ему было поручено временное исполнение обязанностей инспектирующего преподавателя школы колористов.
В 1910-м году он был утверждён в должности инспектирующего преподавателя школы колористов,
на которой он работал до своей смерти.
Скончался внезапно от паралича сердца 24 июня 1912 года.

## Труды
Был постоянным автором журнала «Вестник опытной физики и элементарной математики» (почти с основания журнала).
В этом журнале он напечатал ряд статей и продолжительное время вёл обзор иностранных математических журналов.
Дмитрий Дмитриевич Ефремов наиболее известен благодаря своей книге «Новая геометрия треугольника», изданной в 1902 году и переизданной в 2015 году.
Это сочинение после издания было распродано и представляло собой один из лучших обзоров в этой теме, не только в русской, но и в европейской литературе.
На момент написания, эта книга отражала современное состояние геометрии треугольника;
в значительной степени она составлена из дополненных и переработанных статей автора, опубликованных в Вестнике опытной физики и элементарной математики.
(Приблизительно в то же время была издана книга с тем же названием на английском её 2-е издание вышло 1913, а время издания первого неизвестно.)
Издательство Mathesis попросило Дмитрия Дмитриевича составить две, несколько более доступные книги, которые в совокупности охватывали бы тоже содержание.
Первая часть из них «Начала новой геометрии на плоскости» уже была начата, но неожиданная смерть помешала её окончить.